# Jacob Cohen
Jacob Cohen (Mequinez, 1944) Escritor, jurista, periodista y traductor francés nacido en Marruecos.

## Biografía
Nacido en el barrio Nouveau Mellah, asistió de niño a la escuela de primaria Talmud Torah. Posteriormente, estudió Derecho en la Universidad de Casablanca. En París cursó estudios de Ciencias Políticas. Fue profesor ayudante en la facultad de derecho de Casablanca. Miembro de la comunidad judía, es un militante antisionista, y ha señalado al consejero del rey de Marruecos, André Azoulay, como sayanim: "colaborador del Mossad". Ha sido profesor de Derecho en la Universidad de

## Obras
- Cohen, Jacob (2001). Les noces du commissaire (en fr-FR). Casablanca: Editions Le Fennec. ISBN 9954-0-0056-9. OCLC 48993872.
- Cohen, Jacob (2002). Moi, Latifa S. (en fr-FR). Paris: Harmattan. ISBN 2-7475-3196-1. OCLC 51221017.
- Cohen, Jacob (2006). Du danger de monter sur la terrasse (en fr-FR). Casablanca: Tarik éditions. ISBN 9954-419-34-9. OCLC 76971115.
- Cohen, Jacob (2008). L'espionne et le journaliste: le Mossad mène le jeu (en fr-FR). Paris: L'Harmattan. ISBN 978-2-296-05685-5. OCLC 471009895.
- Cohen, Jacob (2010). Le printemps des Sayanim (en fr-FR). Paris: Harmattan. ISBN 978-2-296-11284-1. OCLC 608164828.
- Cohen, Jacob (2011). Le destin des soeurs Bennani-Smirès (en fr-FR). Saint-Denis: Éd. Édilivre Aparis. ISBN 978-2-332-45035-7. OCLC 780277991.
- Cohen, Jacob (2013). Dieu ne repasse pas à Bethléem (en fr-FR). Paris. ISBN 978-2-336-00656-7. OCLC 853441831.
- Cohen, Jacob (2013). Un pont sur le Détroit (en fr-FR). Éd. Édilivre Aparis. ISBN 9782332655059.
- Cohen, Jacob (2014). Le commando de Hebron (en fr-FR). Saint-Denis: Kontre kulture. ISBN 978-2-36725-052-6. OCLC 902787773.